# Estrada nacional 104 (França)

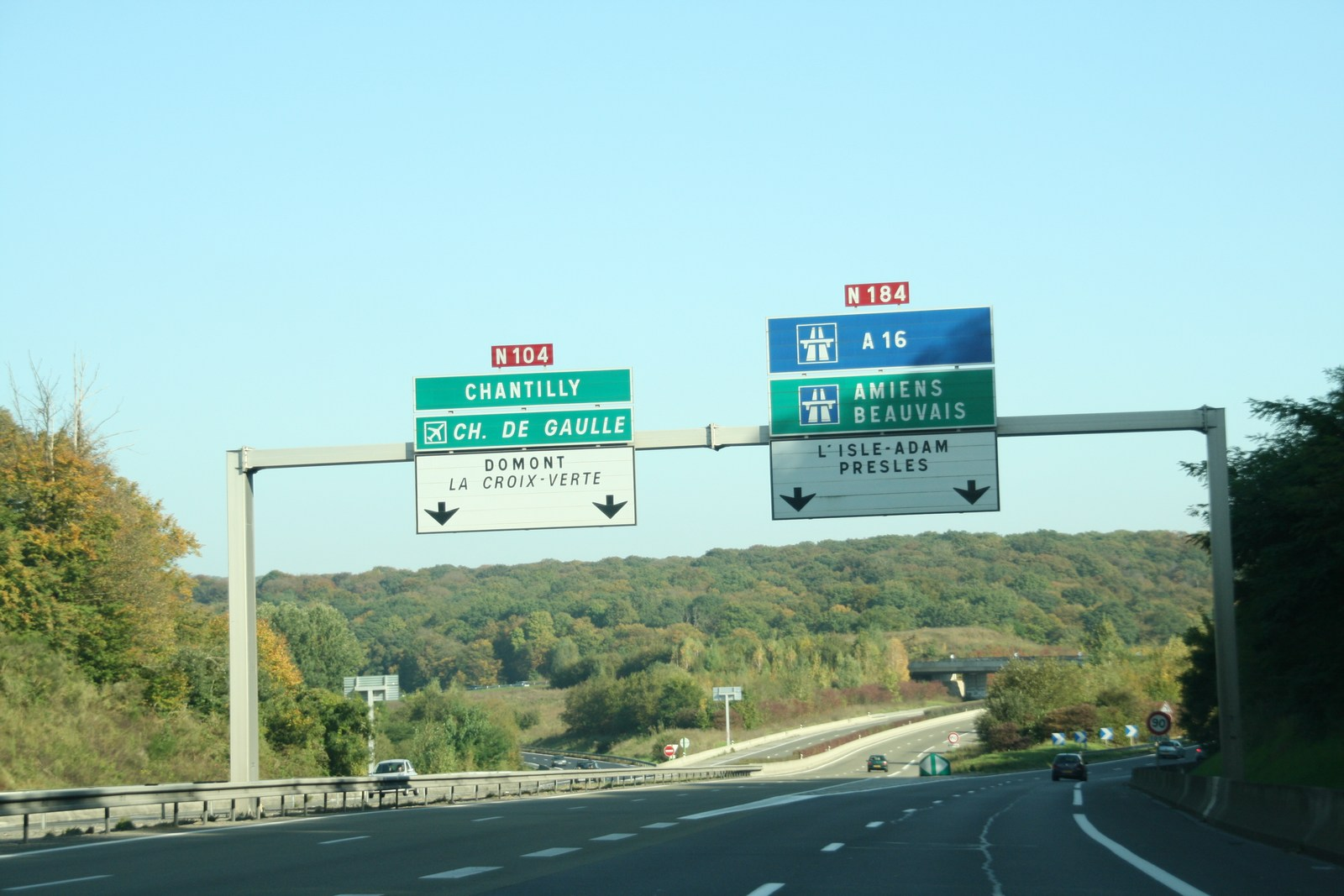
Trecho comum da RN 104 e RN 184

A Estrada nacional 104 ou RN 104 (em francês: route nationale 104) é uma estrada nacional francesa, localizada na Île-de-France. Possui 60 km de extensão, sua extremidade norte está na comuna de Roissy-en-France (A4) e a extremidade sul na comuna de Marcoussis (A10 e RN 118).
Esta estrada é designada por La Francilienne.